# Wardt
Wardt, bis 1969 eine eigenständige Gemeinde zuletzt im Kreis Moers, ist heute ein Stadtteil und einer der sechs Stadtbezirke der nordrhein-westfälischen Stadt Xanten im Kreis Wesel. Zum Stadtbezirk Ward gehören die Bauerschaften Mörmter und Willich. Die Bauernschaft Ursel, die bis zur Eingemeindung zu Wardt gehörte, ist heute ein Teil des Stadtbezirks Xanten. Der Stadtteil liegt auf einer Halbinsel zwischen dem Rhein im Nordosten und der „Xantener Nord-“ und „Südsee“ im Südwesten, die Bauerschaften im Südwesten des Stadtbezirkes.

## Geschichte

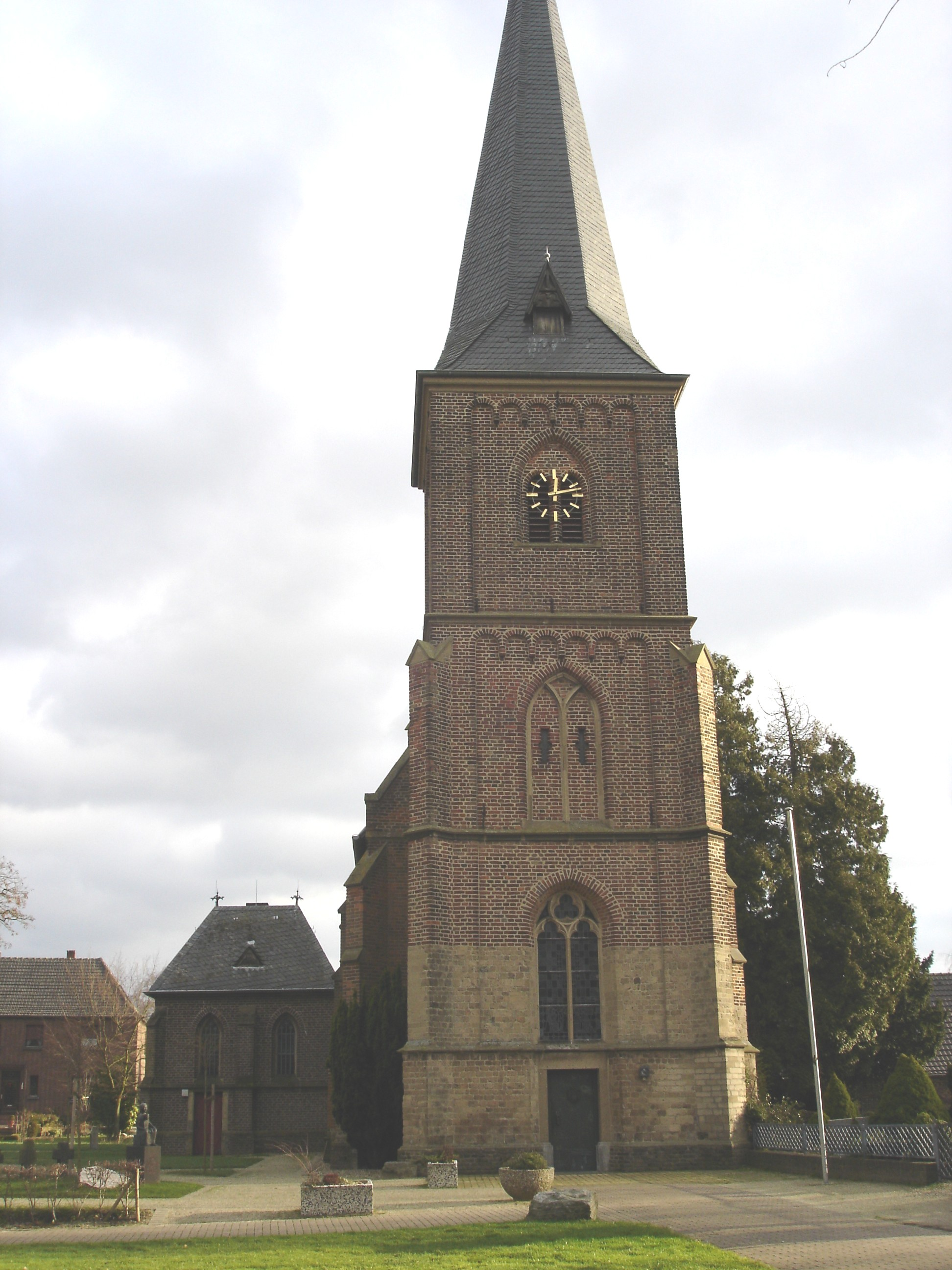
Willibrorduskirche in Wardt

Erste Besiedlungen durch Franken lassen sich bereits im 5. Jahrhundert durch einen nahe der Ortschaft unter einem Hagelkreuz genannten Kreuz entdeckten Friedhof nachweisen, welcher dem nicht mehr bestehenden Hof Nederwick zugerechnet wird. Heute steht das Hagelkreuz, welches 1618 zum Schutz der bäuerlichen Bevölkerung vor Hagel und Wassernot über dem Friedhof errichtet wurde, auf einer Halbinsel in der durch Kiesabbau entstandenen „Xantener Südsee“. Von den ursprünglich am Hagelkreuz gepflanzten drei Linden existieren seit einem Sturm am 14. März 2000 nur noch zwei.
Die erste Besiedlung des heutigen Ortsgebiets kann durch den Bau einer Kapelle aus dem 10. Jahrhundert belegt werden. Aus diesem quadratischen Fachwerkbau mit einer Seitenlänge von 4 m entstand später die heutige katholische gotische Willibrorduskirche. So wurde der ursprünglichen Kapelle um das Jahr 1200 ein 70 m² großer Saal aus Tuffstein sowie eine bronzene Glocke hinzugefügt und im 15. Jahrhundert der 35 m hohe Kirchturm errichtet sowie 1484 durch die „Große Glocke“ ergänzt. 1413 ernannte Graf Adolf II. von Kleve Wardt zu einer eigenen Pfarrgemeinde.
Während des Achtzigjährigen Krieges kam es am 8. November 1608 bei Wardt zu einer Schlacht zwischen niederländischen und spanischen Truppen, deren Opfer in einem Massengrab unter dem Kirchhof beigesetzt wurden.
Von 1798 bis 1814 stand Wardt unter französischer Herrschaft. Während dieser Zeit bildete Wardt eine Mairie nach französischem Vorbild und gehörte zum Kanton Xanten im Arrondissement Kleve des Rur-Departements. Nachdem 1814 der gesamte Niederrhein auf dem Wiener Kongress dem Königreich Preußen zugeschlagen wurde, kam Wardt 1816 zum Kreis Rheinberg, 1823 zum Kreis Geldern und 1857 zum Kreis Moers. Aus der Mairie Wardt der Franzosenzeit wurde die preußische Bürgermeisterei Wardt.
In der zu Wardt gehörenden Bauerschaft Mörmter wurde 1922 das Kloster Mörmter errichtet; in der Nähe befindet sich auch eine evangelische Kirche, die den Rest einer alten Burganlage bildet und heute Düsterfeld genannt wird.
Während des Zweiten Weltkriegs wurde Wardt in der Nacht vom 15. auf den 16. Februar 1941 Ziel eines alliierten Bombenangriffs, bei dem 13 Einwohner ums Leben kamen. Diese wurden auf dem Friedhof beigesetzt und nach dem Krieg gemeinsam mit den Gefallenen des Dorfes durch ein Denkmal, bestehend aus einem bronzenen Kreuz und einem Kranz, des Bildhauers Ewald Mataré geehrt. 
In den 1960er-Jahren wurde die Kirche von Grund auf restauriert. Am 1. Juli 1969 wurde die bis dahin selbstständige Gemeinde Wardt nach Xanten eingemeindet. 1982 wurde mit dem „Nibelungenbad“ das Freizeitzentrum Xanten eröffnet und im Folgenden unter anderem durch den Hafen Wardt und eine Wasserskianlage erweitert. Jedoch wurde das Nibelungenbad im Oktober 2008 geschlossen. Zum 31. März 2015 wurde die Saunalandschaft FinnWELL auch geschlossen. Das Strandbad ist weiter für die Sommersaison geöffnet. Eine Planung, das Nibelungenbad in eine römische Therme umzuwandeln, wurde wegen eines mangelnden privaten Investors gestrichen. Die Schwimmbadgebäude wurden 2018 abgebrochen. Dort befindet sich heute eine Neubaugebiet.

## Politik

### Wappen
Blasonierung: In Grün ein schrägrechts liegender goldener (gelber) Lachs bewehrt mit roten Flossen und roter Zunge. Das Wappen wurde am 24. April 1961 vom Regierungspräsidenten in Düsseldorf genehmigt.
Bedeutung: Der Lachs steht für die frühere Lachsfischerei in der Gegend. Das Grün symbolisiert den landwirtschaftlichen Charakter und die roten Flossen stehen für die Zugehörigkeit zum Herzogtum Kleve.

## Sehenswürdigkeiten
- Die Kirche St. Willibrordus
- Das Naturfreibad Xantener Südsee wurde 2019 im Zuge eine Fördermaßnahme zum Gesundheitstourismus an der Xantener Nord und Südsee barrierefrei ausgebaut.
- Die Sport- und Freizeithäfen an der „Xantener Nordsee“ (Hafen Wardt, Hafen Vynen) und an der Xantener Südsee (Hafen Xanten)
- Der jährlich stattfindende Nibelungen-Triathlon